# امپراتوری برازنده
امپراتوری برازنده (کره‌ای: 우아한 제국؛ انگلیسی: The Elegant Empire) یک مجموعه تلویزیونی محصول کره جنوبی با بازی هان جی وان، سون سونگ یون و کیم جین وو است. این مجموعه از ۷ اوت ۲۰۲۳ تا ۱۹ ژانویه ۲۰۲۴، روزهای دوشنبه تا جمعه ساعت ۱۹:۵۰ (کی‌اس‌تی) از کی‌بی‌اس۲ پخش شد.

## بازیگران

### اصلی
- کیم جین وو (قسمت ۱-۳۲)[۳]← لی شی کانگ[۴] (قسمت ۳۳–۱۰۵) در نقش جانگ کی یونگ
- هان جی وان در نقش شین جو کیونگ/سو هی جه[۵]
- کانگ یول در نقش جونگ وو هیوک[۶][۷]
- سون سونگ یون در نقش ژاکلین تیلور/چوی مین ها[۸]
- لی سانگ بو در نقش نا سونگ پیل[۹]